# Roderich Wahsner
Roderich Wahsner (* 24. Februar 1938 in Freiburg, Schlesien) ist ein Professor für Arbeits- und Sozialrecht an der Universität Bremen.

## Werdegang
Von 1958 bis 1963 erfolgte das Studium der Rechtswissenschaft, Geschichte und Germanistik in Göttingen und Freiburg; von 1964 bis 1971 war er Assistent an der Universität Gießen. Dort erfolgte 1971 die Promotion zum Dr. jur. mit der Dissertation Die Grundpflichten des Artikels 12a. Anschließend war er von 1972 bis 1974 Dozent an der Universität Gießen. Er pflegte ab 1965 wissenschaftliche Kontakte nach Japan (u. a. zur Cho-Universität Tokyo), ab 1981 nach Indien (Universität Poona), seit 1974 auch in der Forschung tätig, so u. a. beteiligt an den Arbeiten der Zentralen wissenschaftlichen Einrichtung (ZWE) „Arbeit und Betrieb“ (heute unter dem Namen ZWE „Arbeit und Region“). Er war von 1974 bis 1977 Mitglied im Vorstand im Bund demokratischer Wissenschaftlerinnen und Wissenschaftler (BdWi), Professor für Arbeits- und Sozialrecht an der Universität Bremen u. a. Mitglied des Instituts bigas (Bremer Institut für deutsches, europäisches und internationales Gender-, Arbeits- und Sozialrecht). Seit 1994 ist Roderich Wahsner als Yogalehrer tätig.

## Schriften
- Das Arbeitsrechtskartell. Die Restauration des kapitalistischen Arbeitsrechts in Westdeutschland nach 1945. In: Kritische Justiz. H. 4, 1974, S. 369–386.
- mit M. Osterland: Der schwierige Weg zur Demokratie. In: Kritische Justiz. 1992.
- Arbeitsrecht unterm Hakenkreuz. Baden-Baden 1994.
- Japans Arbeitsbeziehungen und Arbeitsrecht in Geschichte und Gegenwart. Baden-Baden 1996.
- mit  G. Warsewa und M. Osterland: Zwischen Sparzwang und sozialer Verantwortung – Normalarbeit und abweichende Beschäftigung in der Kommunalen Personalpolitik der 80er Jahre. (= Schriftenreihe des SFB 186 der Universität Bremen). 1996.
- Arbeitnehmerüberlassung in Japan und Deutschland im Vergleich. 1998.
- Arbeitsbeziehungen jenseits des großbetrieblichen Sektors der Wirtschaft in der Bundesrepublik Deutschland. 1999.
- Gewerkschaften und Gewerkschaftsrechte in Japan und Deutschland im Vergleich.
- mit Inge Horstkötter und Dieter Bögenhold: Arbeit und Recht in Klein- und Mittelbetrieben. 1999.
- Yoga – eine philosophisch begründete Bewegungswissenschaft? In: V. Schürmann (Hrsg.): Menschliche Körper in Bewegung – Philosophische Modelle und Konzepte der Sportwissenschaft. 2001.
- Karôshi – das bittere Ende der Arbeitssucht – und die Rolle der japanischen Gewerkschaften. In: H. Heide (Hrsg.): Massenphänomen Arbeitssucht – Historische Hintergründe und aktuelle Entwicklung einer neuen Volkskrankheit. 2002.
- Yoga – Lebensphilosophie und Erfahrungswissenschaft. (= Schriften zur Meditation und Meditationsforschung. Band 4). 2002.